# Amalia Guglielminetti

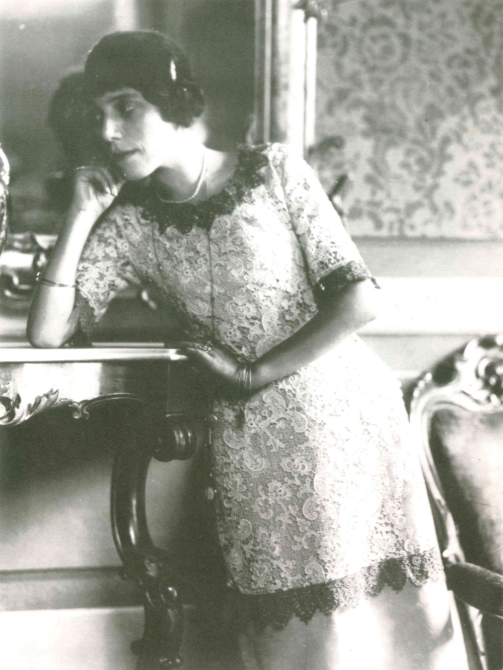
Amalia Guglielminetti, unbekanntes Datum

Amalia Guglielminetti (* 4. April 1881 in Turin; † 4. Dezember 1941 ebenda) war eine italienische Schriftstellerin und Dichterin.

## Leben

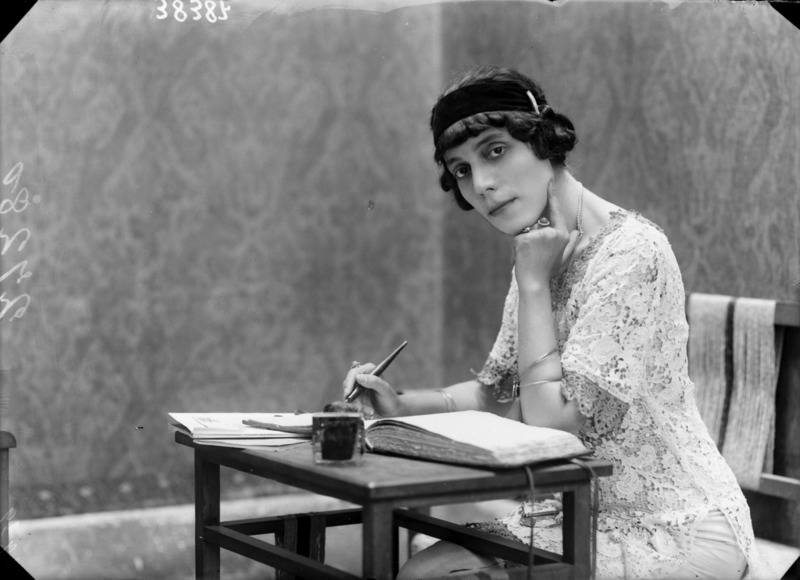
Amalia Guglielminetti, Aufnahme von Mario Nunes Vais, vor 1932

Amalia Guglielminetti, die zwei Schwestern, Emma und Erminia, und einen Bruder, Ernesto, hatte, wurde als Tochter von Pietro Guglielminetti und Felicita Lavezzato geboren; ihr Urgroßvater Pietro Guglielminetti war um 1858 von Cravanzana nach Turin gezogen, wo er eine kleine holzverarbeitende Fabrik gründete: Er fertigte als Lieferant des Regio Esercito in den 1860er Jahren die damals aus Holz hergestellten Feldflaschen.
Als ihr Vater 1886 starb, zog die Familie zu ihrem Großvater Lorenzo, „einem alten, sparsamen Industriellen, strengen Geistlichen und strengen Hüter des häuslichen Herdes“, der sie in religiösen Schulen unterrichten ließ.

Ab 1901 veröffentlichte sie in der Sonntagsbeilage der Gazzetta del Popolo Gedichte, von denen ein Teil in dem 1903 erschienenen Band Voci di giovinezza („Stimmen der Jugend“) gesammelt wurde. Es handelte sich um scholastische und oft ungeschickte Verse, die in der Turiner Literaturszene keine Spuren hinterließen, wie: 

„Chi d'Aracne e Penelope a la scuola
vuol ch'io m'edùchi e non de' Vati al canto
poco è saggio, ché spirto giovanile
schiavo non è d'umil opra […]“

Die Gedichte der Sammlung Le Vergini folli („Die verrückten Jungfrauen“) 1907 wurden dagegen  positiv aufgenommen. Das Manuskript wurde vorab Arturo Graf vorgestellt, der es öffentlich als eine „sehr wertvolle Sammlung von schönen und neuen Versen“ bezeichnete. Nach der Veröffentlichung schrieb Graf an Guglielminetti: „Ihre Inspiration ist so lebendig, direkt und feinfühlig, wie man es nur sagen kann, und ihre Technik unterstützt dies auf wunderbare Weise. Ihre Mädchen- und Frauenfiguren sind von allerhöchster Güte, und viele der Sonette sind von erlesener Qualität. Und es scheint so spontan zu kommen!“ Dino Mantovani, der Kritiker von La Stampa, sah in Guglielminetti eine Kombination aus Gaspara Stampa und Sappho.
Guido Gozzano, mit dem sie kurz nach der Veröffentlichung des Buches eine Beziehung begann, hatte ihr seine Via del rifugio geschickt, und Guglielminetti erwiderte dies mit ihren Vergini folli, wobei sie bemerkte, dass sie in diesem Werk „noch nicht die Exquisitheit der Kunst gekostet“ habe: „Ich habe die Essenz, die Seele ihrer Poesie nur berührt: eine Seele, die ein wenig bitter, ein wenig gebrechlich ist“. Gozzano antwortete am 5. Juni 1907 überschwänglich, „der Leser den Eindruck hat, für einige Augenblicke in einen Klostergarten eingelassen zu werden: an jeder Wegbiegung, zwischen den Lilienbüschen und den Rosenbögen, tritt eine neue Kohorte von Jungfrauen hervor, die eine neue Art von Martyrium oder Hoffnung singt. In ihrem Buch, egregia Guglielminetti, […] führen sie den Leser durch die Kreise jener leuchtenden Hölle, die man Jungfräulichkeit nennt.“ Gozzano identifiziert eine dantesche Wurzel der Sonette, er verniedlicht dabei ihren Petrarkismus und betont den unvermeidlichen D’Annunzio-esken Charakter der Verse.
Im Jahr 1909 erschien der dritte Gedichtband Le seduzioni, mit dem sie ihren Ruf als sinnliche und verruchte Frau festigte. Dies ist die Sammlung, die für Guglielminetti und ihr Wesen als „einsame Kämpferin“ am charakteristischsten ist. Ihre Art der Poesie, ihr unangepasstes Wesen und ihre ungewöhnliche Erscheinung mit langen schwarzen Haaren machten sie zu einer auffälligen Figur in der Turiner Kulturszene. Der Künstler Mario Reviglione porträtierte sie in einem Gemälde mit dem Titel Ritratto di Amalia Guglielminetti in der neuesten Pariser Mode.
Ausgelöst durch den Tod ihrer Schwester Emma im Jahr 1909 verfasste sie einen weiteren Gedichtband, der jedoch erst 1934 in der Sammlung I serpenti di Medusa erschien. Zwischen 1916 und 1925 veröffentlichte sie auch Verse für Kinder: Fiabe in versi (1916); La reginetta Chiomadoro (1923); Il ragno incantato (1923) und La carriera dei pupazzi (1925).
In denselben Jahren wurden diverse Sammlungen von Kurzgeschichten veröffentlicht und mehrere Theaterstücke inszeniert, die beim Publikum großen Anklang fanden. Guglielminetti schrieb auch zwei Romane und gründete eine Literaturzeitschrift, die sie nach ihrer berühmtesten Gedichtsammlung Seduzioni nannte.
Später wurde sie für kurze Zeit die Geliebte von Pitigrilli; eine stürmische Beziehung, die 1931 in einem Gerichtsverfahren endete, bei dem Guglielminetti nur aufgrund „vorübergehender Unzurechnungsfähigkeit“ vom Vorwurf der Verleumdung freigesprochen wurde.
1935 zog sie nach Rom, um eine journalistische Laufbahn einzuschlagen, aber sie hatte keinen Erfolg und kehrte zwei Jahre später nach Turin zurück, wo sie die letzten Jahre ihres Lebens in Einsamkeit verbrachte. Sie starb am 4. Dezember 1941 an einer Blutvergiftung, die durch eine Wunde verursacht wurde, die sie sich einige Tage zuvor zugezogen hatte, als sie, nachdem sie die Sirenen gehört hatte, auf dem Weg zum Luftschutzkeller die Treppe hinunterfiel. Sie ist auf dem Cimitero monumentale di Torino begraben.
2012 wurden ihr Werk und der Briefwechsel mit Guido Gozzano unter dem Titel Lady Medusa. Vita, poesia e amori di Amalia Guglielminetti von Silvio Raffo neu herausgegeben.

## Werke
Gedichte
- Voci di giovinezza. Roux e Viarengo, Turin, Rom 1903.
- Le vergini folli. Società Tip. Ed. Nazionale, Turin, Rom 1907 (Commons).
- Le seduzioni. S. Lattes e C., Turin 1909.
- Emma. Tip. V. Bona, Turin 1909.
- L'insonne. Treves, Mailand 1913.
- Fiabe in versi. La scolastica, Ostiglia 1916.
- Il ragno incantato. Mondadori, Rom, Mailand 1922.
- La carriera dei pupazzi. Sonzogno, Mailand 1924.
- I serpenti di Medusa. La Prora, Mailand 1934.

Prosa
- I volti dell'amore. Fratelli Treves, Mailand 1913.
- Anime allo specchio. Treves, Mailand 1915 (Commons).
- Le ore inutili. Treves, Mailand 1919 (Commons).
- Gli occhi cerchiati d'azzurro. Mailand 1920.
- La porta della gioia. Vitagliano, Mailand 1920 (Commons).
- La reginetta Chiomadoro. Mondadori, Rom, Mailand 1921.
- Le distrazioni di Mimi. Gandolfi, Mailand 1922.
- Quando avevo un amante. Casa Ed. Sonzogno, Mailand 1923.
- La rivincita del maschio. Lattes, Mailand 1923.
- Il pigiama del moralista. Fauno, Rom 1927.
- Tipi bizzarri: novelle. Mondadori, Mailand 1931.
- Passione, novella in Luciana Peverelli: L’uomo che è mio. Rizzoli, Mailand 1940.
- Il cuore tardo. ETS, Pisa 1985.

Theaterstücke
- L'amante ignoto. Tragisches Gedicht. Treves, Mailand 1911.
- Il gingillo di lusso. Komödie in einem Akt, 1924.
- Il ladro di gioielli. Komödie in einem Akt, 1924.
- Nei e cicisbei. Komödie in einem Akt, 1926.
- Il baro dell'amore. Komödie in drei Akten. 1926 (erschienen zusammen mit Nei… bei Mondadori, Mailand 1926).

Briefe
- Spartaco Asciamprener (Hrsg.): Lettere d'amore di Guido Gozzano e Amalia Guglielminetti. Garzanti, Mailand 1951.